# 陳祚
陳 祚（チェン・ズオ、1982年1月19日 - ）は、中華人民共和国の男子競泳選手。北京市出身。
2002年に釜山で開催されたアジア競技大会に出場し、100m自由形と4×100m自由形リレーで金メダルを獲得した。2006年のドーハ大会では100m自由形で金メダルを獲得した。
オリンピックでは2004年のアテネオリンピックに50m自由形、4×100m自由形リレー、4×200m自由形リレーに出場したがメダル獲得はできなかった。2008年の地元開催となった北京オリンピックでも100m自由形と4×100m自由形リレーに出場しているがメダルは獲得できなかった。